# Southampton FC
Southampton Football Club este un club de fotbal din Southampton, Hampshire, Anglia care evoluează în EFL Championship. Echipa este poreclită The Saints.
Fondat în 1885, clubul s-a alăturat Ligii de Sud sub numele de Southampton St. Mary's în 1894, renunțând la St. Mary's din nume trei ani mai târziu. Southampton a câștigat Liga de Sud în șase ocazii și a ajuns în finala Cupei Angliei în 1900 și 1902, pierzând de fiecare dată. În 1920, Southampton a fost invitată să devină membru fondator al Diviziei a treia a Ligii de fotbal. Au devenit campioni ai Diviziei a treia de Sud în 1921–22, promovând în Divizia a II-a unde au rămas timp de 31 de ani, până când au retrogradat în 1953. Încoronați campioni în Divizia a III-a sub conducerea lui Ted Bates în 1959–60, au promovat apoi în Prima Divizie la sfârșitul campaniei 1965–66. Au jucat în eșalonul de top timp de opt sezoane. Au retrogradat, dar au câștigat FA Cup ca echipă din Divizia a doua în 1976, cu o victorie cu 1-0 în fața lui Manchester United. Managerul Lawrie McMenemy a dus apoi clubul înapoi în prima ligă după promovarea din sezonul 1977–78.
Southampton a ajuns în finală în Cupa Ligii în 1979, pierzând în ultimul act și a terminat pe locul secund în Prima Divizie în 1983–84, la trei puncte în spatele campioanei Liverpool.
Clubul a fost membru fondator al Premier League în 1992 și a ajuns într-o altă finală a FA Cup în 2003. Retrogradarea din 2005 a încheiat șederea de 27 de ani în prima divizie. Apoi, au retrogradat în eșalonul al treilea în 2009. Southampton a câștigat League Trophy în 2010 și a obținut promovări succesive din League One și Championship în 2010–11 și 2011–12. După o perioadă de unsprezece ani în divizia de top, perioadă în care au ajuns în 2017 în finala EFL Cup, au retrogradat în 2023 în EFL Championship.
Echipa din sudul Angliei joacă pe Stadionul St Mary's începând cu anul 2001, după ce s-a mutat de pe The Dell, stadion pe care a jucat înca din 1898.
„Sfinții” au o rivalitate de lungă durată cu Portsmouth F.C., datorită distanței mici dintre orașele din care provin cele două echipe din sudul Angliei. Derby-ul dintre cele două echipe este numit Derby-ul Coastei de Sud.

## Academia
Academia echipei Southampton e una dintre cele mai prolifice academii de fotbal din Anglia. Printre cele mai recente produse ale academiei lui Southampton se află internaționalii englezi Theo Walcott, Adam Lallana, Luke Shaw și Alex Oxlade-Chamberlain, dar și extrema dreaptă galeză Gareth Bale, actual jucător al lui Real Madrid. James Ward-Prowse și Harrison Reed sunt de asemenea produse ale academiei lui Southampton, amândoi fiind parte a lotului din sezonul 2016-2017. 